# Ad Wheeler
Albert Frederick Wheeler, ook gekend als Ad Wheeler (Londen, 5 mei 1899 – onbekend) was een Engels voetballer.

## Biografie
Ad Wheeler werd geboren op 5 mei 1899 in Londen. In november 1925 vestigde hij zich in Amsterdam aan de Singel 309.
Hij speelde van 1925 tot 1926 bij HFC Haarlem als linksbinnen. Hij maakte zijn debuut in het eerste elftal op 27 december 1925 in de vriendschappelijke wedstrijd tegen VVA. Wheeler speelde de hele wedstrijd als linksbuiten. Van zijn debuut in het kampioenschap op 24 januari 1926 tegen EDO tot zijn laatste wedstrijd op 21 maart 1926 tegen VUC speelde Wheeler in totaal 8 wedstrijden en scoorde 3 doelpunten in het eerste elftal van Haarlem.
In augustus 1926 werd hij lid van AFC Ajax. Hij maakte zijn debuut voor het eerste elftal in de vriendschappelijke wedstrijd op 12 september 1926 tegen Enschede, vervangen Frans Rutte en scoorde zijn eerste doelpunt. Hij maakte 2 doelpunten tegen ZAC op 19 september in de vriendschappelijke wedstrijd. Op 24 oktober 1926 maakte hij zijn officiële debuut voor de club in het kampioenschap thuis tegen VUC en scoorde een doelpunt.
In februari 1928 keerde hij terug naar Londen.

## Statistieken
| Club    | Seizoen | Competitie | Competitie | Beker | Beker | Overige | Overige | Totaal | Totaal |
| Club    | Seizoen | Wed.       | Dlp.       | Wed.  | Dlp.  | Wed.    | Dlp.    | Wed.   | Dlp.   |
| ------- | ------- | ---------- | ---------- | ----- | ----- | ------- | ------- | ------ | ------ |
| Haarlem | 1925/26 | 6          | 2          | -     | -     | 2       | 1       | 8      | 3      |
| Total   | Total   | 6          | 2          | -     | -     | 2       | 1       | 8      | 3      |
| Ajax    | 1926/27 | 1          | 1          | 0     | 0     | -       | -       | 1      | 1      |
| Total   | Total   | 1          | 1          | 0     | 0     | -       | -       | 1      | 1      |